# Czvetkovits Ferenc
Czvetkovits Ferenc (Pécs, 1883. szeptember 25. – Budapest, 1937. október 15.) mezőgazdász, agrárpolitikus, miniszteri tanácsos, a két világháború közötti magyar mezőgazdasági szakoktatás irányítója.

## Élete
1901-ben érettségizett a pécsi ciszterci gimnáziumban. Jogi és gazdasági tanulmányainak befejezése után 1909-től a földművelésügyi minisztériumban működött, ahol 1922-től haláláig a gazdasági szakoktatási ügyosztály vezetője volt. Összeállította Magyarország Mezőgazdasági Szakoktatásának Évkönyvét (1930).